# Тыква (бомба)
«Бомбы-тыквы» (англ. Pumpkin bombs) — авиационные бомбы, разработанные в рамках Манхэттенского проекта и использовавшиеся ВВС Армии США против Японии во время Второй мировой войны. «Бомба-тыква» была близка по своим баллистическим характеристикам к плутониевой бомбе «Толстяк», но, в отличие от «Толстяка», несла обычный осколочно-фугасный заряд. «Бомбы-тыквы» использовались как для тренировочных и учебных целей, так и для выполнения боевых задач 509-й смешанной авиагруппы ВВС США, которая провела бомбардировки Хиросимы и Нагасаки. Своё название этот боеприпас получил благодаря эллипсоидальной форме вместо цилиндрической, более характерной для бомб, это название из армейского сленга постепенно перешло в официальные документы.

## Разработка
«Бомбы-тыквы» были разработаны для обучения экипажей бомбардировщиков Boeing B-29 Superfortress 509-го соединения ВВС США, предназначенных для осуществления атомных бомбардировок Японии. По своим баллистическим характеристикам и управляемости «бомбы-тыквы» была близки к характеристикам плутониевой бомбы «Толстяк», но не несли ядерного заряда. Согласно техническим требованиям, эти бомбы должны были помещаться в бомбовый отсек бомбардировщика Silverplate B-29 и быть оснащены взрывателями для эффективного поражения реальных целей.
«Бомбы-тыквы» изготавливались в двух вариантах: инертном и фугасном. Бомбы в инертной модификации были заполнены цементно-гипсово-песчаной смесью, которую смешивали с водой, доводя её плотность до 1,67-1,68 граммов на кубический сантиметр, то есть плотности взрывчатки Composition B. Наполнитель бомб в обеих модификациях распределялся так же, как и наполнитель плутониевой бомбы. Концепция бризантного взрывчатого вещества для «бомб-тыкв» была разработана в декабре 1944 года капитаном Уильямом Парсонсом, руководителем Отдела артиллерии Лос-Аламосской лаборатории, и подполковником Полом Тиббетсом, командиром 509-го соединения ВВС США. Первые испытания бомб проводились с инертными модификациями изделий.
Термин «бомба-тыква» был введён У.Парсонсом и доктором Ч. Лауритсеном из Калифорнийского технологического института, который руководил командой разработчиков, вероятно, из-за эллипсоидальной формы бомбы. Этот термин стал использоваться в официальных встречах и документах. «Бомбы-тыквы» были окрашены, как правило, в оливковый цвет или цвет хаки. На фотографии бомб, доставленных на Тиниан, видно, что они были окрашены в такой же жёлтый цвет, что и бомба «Толстяк».
В то время как многие специалисты, задействованные в Манхэттенском проекте, предполагали, что разработка средств доставки атомной бомбы — относительно простая задача, У.Парсонс, напротив, считал, что это потребует значительных усилий. Программа испытаний была начата 13 августа 1943 на военно-морском полигоне в Дальгрене, штат Вирджиния, где была разработана масштабная модель плутониевой бомбы «Толстяк». С 3 марта 1944 года испытания были перенесены базу ВВС США «Мюрок» в Калифорнии. Первые тесты показали, что макет «Толстяка» был нестабилен в полете, и его взрыватели не работают должным образом.

## Производство
Оболочки для «бомб-тыкв» были изготовлены двумя фирмами из Лос-Анджелеса, Consolidated Steel Corporation и Western Pipe and Steel Company, а оперение бомб — Centerline Company из Детройта. После начального этапа руководство проектом по производству «бомб-тыкв» было передано Главному управлению вооружений ВМС США в мае 1945 года. В общей сложности за время проекта было изготовлено и поставлено для использования 486 боевых и инертных учебных «бомб-тыкв», при стоимости от одной до двух тысяч долларов за штуку.
Все «бомбы-тыквы» инертной модификации были направлены компанией-изготовителем по железной дороге на базу ВВС США в Уэндовере, штат Юта, где они были использованы в лётных испытаниях. Некоторые испытания были проведены 393-й бомбардировочной эскадрильей 509-го соединения ВВС США. Бомбы, предназначенные для использования с фугасным наполнением, были доставлены на склад боеприпасов в Макалестере, Оклахома, для заполнения взрывчаткой. После заполнения бомб взрывчаткой Composition B их сушили в сушильной установке в течение 36 часов и отправляли по железной дороге в Порт-Чикаго (Калифорния), откуда их доставляли морем на Тиниан.

## Описание
«Бомбы-тыквы» по размеру и форме были сходны с бомбой «Толстяк», они имели такое же 52-дюймовое (130 см) квадратное оперение (California Parachute) и одну точку крепления ушек. «Бомба-тыква» была оснащена тремя контактными взрывателями, расположенными в виде равностороннего треугольника вокруг носа бомбы, в то время как атомная бомба имела четыре корпусных предохранителя. У атомной бомбы секции оболочки были скреплены сваркой, но большинство, если не все, «бомбы-тыквы» имели в оболочке 4-дюймовые (100-миллиметровые) отверстия, используемый для заполнения оболочки. «Толстяк» также имел четыре внешние точки крепления для радиолокационной антенны, которых не было у «бомб-тыкв».
«Бомбы-тыквы» имели в длину 10 футов 8 дюймов (3,25 м) и 60 дюймов (1,5 м) в диаметре. Вес «бомбы-тыквы» составлял 5,34 тонны, в том числе 1,7 тонны — оболочка, 193 кг — хвостовое оперение и 2,9 тонны взрывчатки Composition B. Оболочка была изготовлена из 0,375-дюймовой (9,5 мм) стальной пластины, а хвост — из 0,2-дюймовой (5,1 мм) алюминиевой пластины.

## Бомбардировки
Бомбардировки бомбами-тыквами были осуществлены 509-м соединением ВВС США 20, 23, 26 и 29 июля и 8 и 14 августа 1945 года, против отдельных целей в японских городах. В общей сложности на 14 мишеней было сброшено 49 бомб, одна бомба была выброшена за борт в океан, и две были на борту самолёта, прервавшего свою миссию.
Бомбардировки «бомбами-тыквами» были фактически репетицией атомных бомбардировок Хиросимы и Нагасаки, все цели были расположены в непосредственной близости от городов, предназначенных для атомной атаки. Бомбы сбрасывались на высоте 30000 футов (9100 м), после чего бомбардировщик делал крутой поворот, как и при выполнении атомной бомбардировки. После войны, сообщество военных экспертов United States Strategic Bombing Survey пришло к выводу о том, что «бомбы-тыквы» были «достаточно эффективным оружием против японских заводов, когда прямые удары были нанесены по жизненно важным объектам, или достаточно близко к важным объектам, чтобы вызвать серьёзные структурные повреждения».